# 농노제의 역사
농노제는 고대로 거슬러 올라가는 오랜 역사를 가지고 있다.

## 유행
제롬 블룸(Jerome Blum)에 따르면, 15세기 동유럽에서 농노제가 부상한 것은 서유럽에서 농노제가 사라진 것과 마찬가지로, 정부 내 귀족들의 정치적 영향력과 경제적 특권이 증가하고 도시와의 노동력 경쟁이 감소했기 때문이다.
이러한 양상은 프로이센(1525년 프로이센 법령), 오스트리아, 헝가리(15세기 후반과 16세기 초반의 법률), 폴란드-리투아니아 연방(16세기 초반의 슐라흐타 특권), 그리고 러시아 제국(16세기 후반과 17세기 전반의 법률)을 포함한 중부 및 동유럽 국가들에 적용되었다. 이는 또한 해당 지역의 산업 발전과 도시화를 더디게 만들었다. 일반적으로 "제2 농노제(second serfdom, 재판 농노제, 再版 農奴制)" 또는 "수출 주도 농노제(export-led serfdom)"로 불리는 이 과정은 19세기 중반까지 지속되었고, 매우 억압적이었으며 농노의 권리를 상당히 제한했다. 1861년 러시아에서 농노제가 폐지되기 전에는 토지 소유자의 재산은 그가 소유한 "영혼(souls)"의 수로 측정되는 경우가 많았는데, 이 관행은 고골의 1842년 소설 '죽은 영혼들(Dead Souls)'로 유명해졌다.

## 같이 보기
- 농노제
- 러시아의 농노제
- 구츠헤어샤프트
- 신봉건주의
- 재봉건화